# Mansfield-et-Pontefract
Mansfield-et-Pontefract è un comune del Canada, situato nella provincia del Québec, nella regione di Outaouais.